# Vanessa dulcinea
Vanessa dulcinea är en fjärilsart som beskrevs av Leo Andrejewitsch Sheljuzhko 1960. Vanessa dulcinea ingår i släktet Vanessa och familjen praktfjärilar. Inga underarter finns listade i Catalogue of Life.